# Maria Alves (piłkarka)
Maria Alves, właśc. Maria Aparecida Alves Souza (ur. 7 lipca 1993 w São Paulo) – brazylijska piłkarka, grająca na pozycji napastnika.

## Kariera piłkarska

### Kariera klubowa
Wychowanka klubu Vitória das Tabocas. W 2013 roku rozpoczęła karierę piłkarską w barwach Centro Olímpico. W 2014 przeniosła się do São José. Od 2015 do 2019 broniła barw Santosu. 3 września 2019 roku podpisała kontrakt z Juventusem.

### Kariera reprezentacyjna
4 lipca 2017 debiutowała w narodowej reprezentacji Brazylii w meczu przeciwko Niemcom. W 2012 roku była powoływana do młodzieżowej reprezentacji U-20.

## Sukcesy i odznaczenia

### Sukcesy piłkarskie
Centro Olímpico
- mistrz Brazylii: 2013

São José
- zdobywca Copa Libertadores Femenina: 2014
- mistrz Mobcast Cup International Women’s Club Championship: 2014
- mistrz Campeonato Paulista de Futebol Feminino: 2005/06

Santos
- mistrz Brazylii: 2017
- mistrz Campeonato Paulista de Futebol Feminino: 2018

Juventus
- mistrz Włoch: 2019/20
- zdobywca Superpucharu Włoch: 2019